# Нетоличка, Ярослав
Ярослав Нетоличка (чеш. Jaroslav Netolička, род. 3 марта 1954, Опава, Остравский край) — чехословацкий футболист, вратарь, олимпийский чемпион 1980 года.

## Карьера игрока

### Клубная
Основную часть карьеры провёл, выступая за пражскую «Дуклу». С ней трижды становился чемпионом страны: в 1977, 1979 и 1982 годах. В 1983 году покинул пражский клуб и перешёл в «Витковице», где отыграл всего 18 игр за два сезона. Затем выступал в немецком «Мюнхене 1860», но не закрепился в его составе и вернулся в «Витковице». В 1988 году снова попытался закрепиться в европейских клубах, но попытка заиграть в бельгийском «Хасселте» также сорвалась. На закате карьеры играл за чехословацкий клуб второй лиги «Богумин», затем за малайзийский клуб «Сабах», а завершил карьеру в клубе «Славой Ковкор».

### В сборной
В сборной сыграл всего 15 матчей. В составе делегации Чехословакии играл на Олимпиаде в Москве (номер 13) и стал там олимпийским чемпионом. На чемпионате Европы 1980 получил уже первый номер и стал бронзовым призёром: в матче за 3-е место против Италии понадобились послематчевые пенальти, и Нетоличка взял удар итальянца Фульвио Колловати, принеся своей сборной бронзовые награды.

## Карьера тренера
Карьера тренера не была столь удачна для Нетолички: он работал с семью клубами, которые не выступали в Первой лиге Чехии. Самым известным из них является «Высочина».